# ニセ教祖
ニセ教祖（にせきょうそ）とはNomadより2004年11月5日発売されたアダルトゲームである。
株式会社ネクストンのブランドNomadのデビュー作である本作は、宗教団体の教祖となった男が、その地位を利用して女性信者たちに性的な"修行"をさせるアドベンチャーゲーム。修行の中にはSMといった過激なものが含まれ、ジャンル名には洗脳と言う言葉が入っているが、陰鬱な雰囲気は少なく、コミカルな作風に仕上がっている。
本作の廉価版は2006年12月8日に美少女ゲーム・ベストシリーズの一環として発売された。
また、二巻に分かれたDVDPG版も発売されており、このうち夢美・晶・若菜ルートが収録された『ニセ教祖～令嬢洗脳編～』は2005年12月22日に発売され、桐絵・亜紀子・美紀ルートが収録された『ニセ教祖～聖女篭絡編～』は2006年1月26日に発売された。
このDVDPG版はMyTreasureから難易度を下げたビギナーズアダルトゲームの一環としても発売されており、「ビギナーズアダルトゲーム　偽教祖～令嬢洗脳編～ 」は2007年12月14日に発売され、「ビギナーズアダルトゲーム　偽教祖～聖女篭絡編～」はそれぞれ2008年4月4日に発売された。
本作の発売から10年後の2014年11月28日には、さまざまな改良を施したデジタルリマスター版『Nomad 10th Anniversary ニセ教祖』が発売された。

## あらすじ
自堕落な学生生活を送っていた佐藤正人は、ある日神社に訪れたところ、謎の二人組と出会う。関わり合いになりたくないと思いその場を去ろうとするが、薬で眠らされ、宗教団体・真実宝玉教の本拠地へと連れてこられた。
二人組は正人が前の教祖と同姓同名であるが故に生まれ変わりであるとし、この場に連れてきたと話す。帰りたいと思っていた正人だったが、教祖としての地位と待遇、そしてわいせつな行いも教えとして受け入れられると知るや否や、その教団の二代目を務めると宣言した。

## 登場人物
佐藤 正人(さとう まさと)
自堕落な生活を送っていた大学生。瑞谷らによって真実宝玉教に連れてこられた。最初は教祖になることに難色を示していたが、好待遇を提示され、教祖になる。
瑞谷 忠文（みずたに ただふみ）
前教祖の右腕だった男性幹部で、正人を教団に連れ込んだ二人組の一人。狂信的な性格をしており、自らの全てを教団に捧げるだけでなく、教団のためならどんなこともいとわない。
高津 美紀（たかつ みき）
声：杏露花梨
前教祖の右腕だった女性幹部で、正人を教団に連れ込んだ二人組の一人。大学病院で勤務したことがあり、薬の処方などができる。教祖に仕えることを最高の幸せとしており、積極的に修行に参加している。
石倉 夢美（いしくら ゆみ）
声：森川陽子
病院に入院していた少女。教祖となった正人に直接勧誘され、教団で処方された薬により回復し、入信した。
元々あまり人を疑わない人物で、入院した原因も医師の診察ミスによるものであり、実際は入院する必要のない病であった。
篠塚 若菜（しのづか わかな）
声：比未子
実力派アイドルで、ユニットに所属していたころは売れていたものの、脱退後はソロ活動がうまくいかず悩んでいた。新曲発売記念コンサートの失敗に落ち込んでいたところ、正人と出会い、教団のサクラ動員によるコンサート成功を機に入信した。入団後はアイドルとして売れるべく修行に励んだ。
辻崎 晶（つじさき あきら）
声：紬叶慧
夢美の親友。真実宝玉教に関わるようになった夢美を救うべく教団を訪れるが話し合いの結果一旦引き下がった。だが、深夜に教団に潜入した結果、捕えられ、地下室に閉じ込められ、更生目的で修行させられることとなった。
真野 亜紀子（まの あきこ）
声：朝咲そよ
旧家の令嬢で、箱入り娘故世間知らず。愛犬が死に、周りの慰めも受け入れられなかったとき、正人と出会い、彼女の悲しみが愛犬の成仏の妨げになっていると諭され、入信した。
栗栖 桐絵（くりす きりえ）
声：天天
夢美と晶の共通の知り合いである献身的な修道女。夢美だけでなく晶までもが入信したことを不安視して様子を見に来たところ、体験入団と称した性行為を強要される。

## スタッフ
- 原画:INO、みどり葵
- シナリオ：想ファクトリー、大熊陣八
- 音楽：Triodesign